# Stathis Chatzilampros
Stathis Chatzilampros (en griego: Στάθης Χατζηλάμπρος; Tebas, 24 de junio de 1997-23 de junio de 2024) fue un futbolista griego que jugó en la posición de lateral derecho.

## Equipos
| Periodo   | Club                |
| --------- | ------------------- |
| 2015-2020 | Levadiakos FC       |
| 2017-2018 | → Thiva FC (cedido) |
| 2022-2023 | PAO Rouf            |

## Muerte
Chatzilampros murió el 23 de junio de 2024 a los 26 años en un accidente de tráfico a un día de cumplir los 27 años.